# Геро фон Вилперт
Геро фон Вилперт (на немски: Gero von Wilpert) е роден през 1933 в Тарту, Естония. След превземането на Естония от СССР (1933-1940) той напуска страната както правят и много други Балтийски германци. От 1953 до 1957 той учи в Хайделбергския университет, където за определено време е доцент. След това се настанява в близост до Щутгарт, за да работи като независим писател и лектор. Фон Вилперт публикува няколко издания на своя енциклопедия на литературните описания – Sachwörterbuch der Literatur.
Вилперт умира в Сидни, Австралия на 76-годишна възраст.